# Brandon Gormley
Brandon Gormley (* 18. Februar 1992 in Murray River, Prince Edward Island) ist ein kanadischer Eishockeyspieler, der zuletzt bis zum Ende der Saison 2024/25 bei den Iserlohn Roosters aus der Deutschen Eishockey Liga (DEL) unter Vertrag gestanden und dort auf der Position des Verteidigers gespielt hat. Zuvor absolvierte Gormley annähernd 250 Spiele in der American Hockey League (AHL) und stand in 58 Partien für die Phoenix bzw. Arizona Coyotes sowie Colorado Avalanche in der National Hockey League (NHL) auf dem Eis. In Deutschland spielte er bereits für die Straubing Tigers.

## Karriere

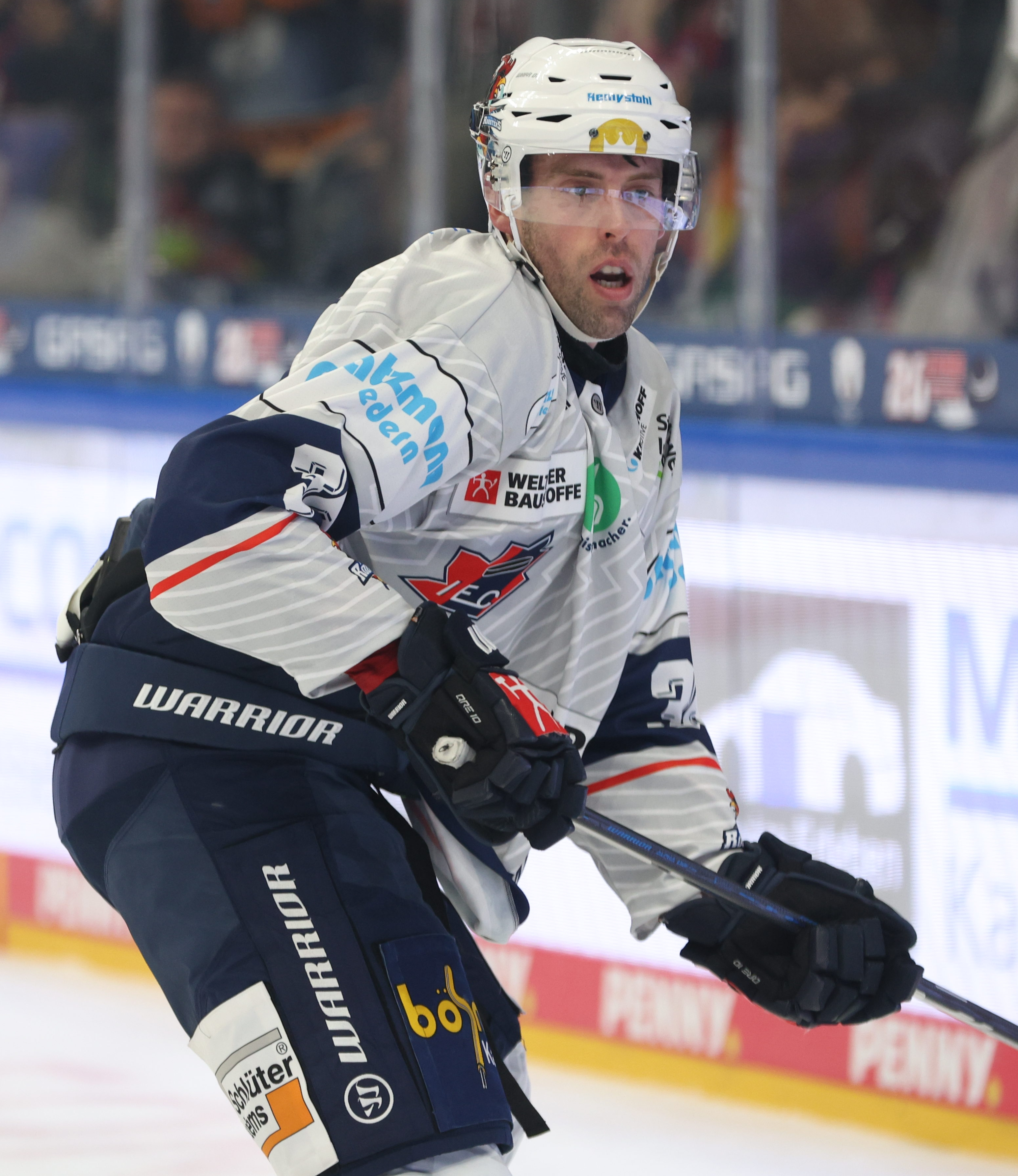
Gormley im Trikot der Iserlohn Roosters (2024)

Gormley wurde beim LHJMQ Midget Draft 2008 an achter Stelle von den Moncton Wildcats ausgewählt, nachdem er zuvor zwei Jahre lang bei den Notre Dame Hounds unter Vertrag stand. In seiner ersten Spielzeit bei den Wildcats in der Ligue de hockey junior majeur du Québec (LHJMQ) gelangen dem Verteidiger 27 Punkte. In der Saison 2009/10 gewann er mit den Wildcats die Coupe du Président und erreichte somit den Memorial Cup. Gormley erzielte in 58 Partien 43 Scorerpunkte und war damit nach Punkten drittbester Verteidiger der LHJMQ, woraufhin er mit der Trophée Michael Bossy ausgezeichnet und ins Second All-Star-Team der LHJMQ berufen wurde. Beim NHL Entry Draft 2010 wurde er an 13. Stelle von den Phoenix Coyotes ausgewählt. In der Saison 2010/11 spielte er nicht nur in der LHJMQ, sondern absolvierte außerdem vier Spiele bei San Antonio Rampage in der American Hockey League (AHL).
Im Januar 2012 transferierten ihn die Moncton Wildcats innerhalb der Ligue de hockey junior majeur du Québec im Austausch für Michael Matheson und sechs Draftrechten zu den Cataractes de Shawinigan. Von Herbst 2012 an spielte Gormley für die Portland Pirates in der AHL. Zum Ende der Saison 2013/14 gab er sein Debüt in der National Hockey League (NHL).
Im September 2015 wurde der Verteidiger im Tausch gegen die Verhandlungsrechte an Stefan Elliott an die Colorado Avalanche abgegeben. Nach Saisonende schloss er sich als Free Agent den New Jersey Devils an, wo er allerdings ausschließlich in der AHL, bei den Albany Devils zum Einsatz kam. Im März 2017 gaben ihn die Devils ohne weitere Gegenleistung an die Ottawa Senators ab. Diese verlängerten den im Juli 2017 auslaufenden Vertrag des Verteidigers nicht, sodass Gormley im Oktober 2017 nach Europa wechselte und sich dem Mora IK aus der Svenska Hockeyligan anschloss. Dort stand er bis zum Ende der Saison 2017/18 unter Vertrag. Anschließend spielte er bis Januar 2019 für Turun Palloseura in der finnischen Liiga, ehe er zum Spitzenklub Frölunda HC wechselte. Mit Frölunda gewann er 2019 die Champions Hockey League und die schwedische Meisterschaft sowie 2020 erneut die Champions Hockey League.
Im Dezember 2020 gaben die Straubing Tigers aus der Deutschen Eishockey Liga (DEL) die Verpflichtung Gormleys bekannt. Nach dem Ende der Saison 2020/21 trennten sich die Wege der beiden Parteien jedoch wieder und der Kanadier wechselte zum lettischen Klub Dinamo Riga in die Kontinentale Hockey-Liga (KHL). Dort war der Verteidiger bis Ende Dezember 2021 aktiv, ehe er innerhalb der Liga zu Lokomotive Jaroslawl wechselte. Auf die Saison 2022/23 hin schloss sich Gormley dem HK Sotschi an, wo er bis zum Frühjahr 2023 aktiv war. Im Oktober 2023 sicherten sich die Iserlohn Roosters aus der DEL die Dienste des Kanadiers zunächst für ein Jahr, entschieden sich zwölf Monate später – kurz nach dem Saisonstart – aber erneut Gormley unter Vertrag zu nehmen.

### International

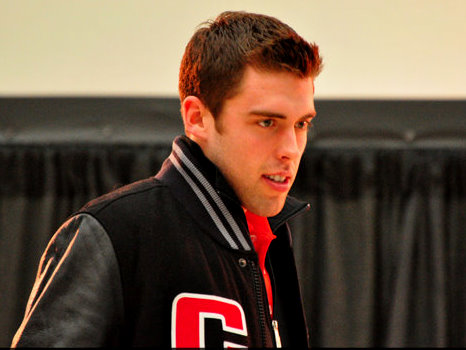
Gormley während der U20-Junioren-Weltmeisterschaft 2012

In den Jahren 2008 und 2009 nahm Gormley für das Team Canada Atlantic an der World U-17 Hockey Challenge teil, wo er 2009 ins All-Star-Team gewählt wurde. Beim Ivan Hlinka Memorial Tournament 2009 gewann er mit der kanadischen Auswahl die Goldmedaille. In der Saison 2021/22 debütierte Gormley im Rahmen der Euro Hockey Tour in der kanadischen Nationalmannschaft.

## Erfolge und Auszeichnungen
| - 2009 LHJMQ All-Rookie-Team - 2010 Teilnahme am CHL Top Prospects Game - 2010 Coupe-du-Président-Gewinn mit den Moncton Wildcats - 2010 Trophée Michael Bossy - 2010 LHJMQ Second All-Star-Team - 2011 LHJMQ Second All-Star-Team | - 2012 Memorial-Cup-Gewinn mit den Cataractes de Shawinigan - 2012 Memorial Cup All-Star-Team - 2016 Spengler-Cup-Gewinn mit dem Team Canada - 2019 Champions-Hockey-League-Gewinn mit dem Frölunda HC - 2019 Schwedischer Meister mit dem Frölunda HC - 2020 Champions-Hockey-League-Gewinn mit dem Frölunda HC |

### International
| - 2009 All-Star-Team der World U-17 Hockey Challenge - 2009 Goldmedaille beim Ivan Hlinka Memorial Tournament - 2012 Bronzemedaille bei der U20-Junioren-Weltmeisterschaft | - 2012 Bester Verteidiger der U20-Junioren-Weltmeisterschaft - 2012 All-Star-Team der U20-Junioren-Weltmeisterschaft |

## Karrierestatistik
Stand: Ende der Saison 2024/25

### International
Vertrat Kanada bei:
- World U-17 Hockey Challenge 2008
- World U-17 Hockey Challenge 2009
- Ivan Hlinka Memorial Tournament 2009
- U20-Junioren-Weltmeisterschaft 2012

(Legende zur Spielerstatistik: Sp oder GP = absolvierte Spiele; T oder G = erzielte Tore; V oder A = erzielte Assists; Pkt oder Pts = erzielte Scorerpunkte; SM oder PIM = erhaltene Strafminuten; +/− = Plus/Minus-Bilanz; PP = erzielte Überzahltore; SH = erzielte Unterzahltore; GW = erzielte Siegtore; 1 Play-downs/Relegation; Kursiv: Statistik nicht vollständig)